# 매직펜던트 대모험
《매직펜던트 대모험》은 스튜디오 피치에서 만든 대한민국의 애니메이션이다. 2023년 2월 16일부터 5월 25일까지 KBS 1TV에서 매주 목요일 오후 3시 30분에 방영했다가, 6월 3일부터 8월 26일까지 같은 채널에서 매주 토요일 2시 45분에 방영했다.

## 방영 일시
| 방송 채널 | 방송일                     | 방송 시간 |
| --------- | -------------------------- | --------- |
| KBS 1TV   | 2023년 2월 16일 ~ 8월 26일 | 종료      |

## 등장 인물
- 효정
- 효지
- 효리
- 효몽
- 뿌뿌
- 마악이
- 엄마
- 아빠
- 할아버지
- 할머니

## 목소리 출연
- 여민정: 효정
- 강시현: 효지, 뿌뿌
- 장미: 효리
- 조현정: 효몽, 엄마
- 박성영: 아빠
- 전숙경: 마악이, 할머니
- 황창영: 할아버지

## 제작진
- 책임프로듀서 - 김자현(1~18화) 손수희(19~26화)
- 프로듀서 - 목훈
- 원작 - 스튜디오 피치
- 제작 총괄 - 문지원
- 감독 - 이현기
- 조연출 - 최정민, 류연욱
- 총괄프로듀서 - 김성철
- 프로듀서 - 심승보, 문선우, 조아라, 김지선
- 라인프로듀서 - 이아란, 양희정, 이은지, 김누리, 강수하
- 제작 지원 - 홍수호
- 기획 - 문지원, 김수진, 이현기, 최성욱
- 시나리오 - 이현기, 최성욱, 김융태
- 스토리보드 - 김정은, 조성현, 류연욱, 장원정
- 디자인 슈퍼바이저 - 류연욱, 김혜화
- 콘셉트 디자인 - 조은지, 최수하, 이승현, 임어진, 배모애, 박진미, 이정은, 오예슬
- CG 슈퍼바이저 - 이충훈, 최고현
- 모델링 슈퍼바이저 - 신철
- 모뎀링  - 박이경, 김상현, 김아연, 이승엽
- 리깅 슈퍼바이저 - 김대열
- 애니메이션 슈퍼바이저 - 김민정, 장대현, 고우필
- 애니메이션 - 김선주, 김영은, 김남호, 문서윤, 양지아, 양지혜, 이영은, 임선형, 조수진, 지다윤, 이미루, 김성빈, 정유내, 최령, 김지훈, 박강호, 남혜빈
- 라이팅/합성 슈퍼바이저 - 양정모
- 라이팅/합성 - 김시우, 이다온, 강수지, 하수안, 김용대, 김용진
- 이펙트 - 김무준, 송종민
- 모션그래픽 - 양미혜, 윤혜진
- 음악 감독 - 이현민
- 음악 - 이소영, 김현범
- 사운드 디자인 - 김하영, 김민주
- 더빙 연출 - 박선영
- 더빙/믹싱 - 김숙영, 전예지
- 사운드 스튜디오 - 토키미디어, 마마고릴라
- 제작 협력 - 민트토이, 파니웍스, 프롬이스트, CUBBY
- 홈페이지 - KBS미디어 김하늘
- 자막디자인 - 황은서
- 종합편집 - 이수은
- 조연출 - 차한결
- 연출 - 목훈
- 기획 - KBS
- 제작 - STUDIO Peach
- 저작권 - 2023 STUDIO Peach All rights reserved.

## 주제가
- 여는 곡

작곡_이소영, 김현범 / 작사_SSunder, 이현기 / 노래_강은애
- 닫는 곡

작곡_이소영, 김현범 / 작사_SSunder / 노래_유하미

## 방영 목록
| 화차       | 제목                             | 방송 일자       |
| ---------- | -------------------------------- | --------------- |
| 1화        | 마악이의 특별한 생일 선물        | 2023년 2월 16일 |
| 2화        | 수리부엉이 뿌뿌와 매직펜던트     | 2023년 2월 23일 |
| 3화        | 출동! 500년전의 과거로           | 2023년 3월 2일  |
| 4화        | 3개의 매직펜던트들의 힘을 합쳐라 | 2023년 3월 9일  |
| 5화        | 욕심쟁이와 사이좋은 형제         | 2023년 3월 16일 |
| 6화        | 괴물빵이 나타났다!               | 2023년 3월 23일 |
| 7화        | 신비한 초콜릿 온천               | 2023년 3월 30일 |
| 8화        | 초콜릿 온천을 정화하라           | 2023년 4월 6일  |
| 9화        | 효자가 된 사자                   | 2023년 4월 13일 |
| 10화       | 신비의 약초를 찾아서             | 2023년 4월 27일 |
| 11화       | 거짓말쟁이 효지                  | 2023년 5월 4일  |
| 12화       | 양치기 소년과 늑대               | 2023년 5월 11일 |
| 13화       | 하늘을 나는 아빠 펭귄            | 2023년 5월 18일 |
| 14화       | 소중한 아빠의 선물               | 2023년 5월 25일 |
| 15화       | 뭐든지 거꾸로 거꾸로             | 2023년 6월 3일  |
| 16화       | 피라미드 속 대모험               | 2023년 6월 10일 |
| 17화       | 막내는 고자질쟁이                | 2023년 6월 17일 |
| 18화       | 사자춤을 추는 3형제              | 2023년 6월 24일 |
| 19화       | 효정이 작아지다                  | 2023년 7월 1일  |
| 20화       | 사탕이 된 채소들                 | 2023년 7월 8일  |
| 21화       | 내 꿈은 영화배우                 | 2023년 7월 15일 |
| 22화       | 출동! 영화 속 세상으로           | 2023년 7월 22일 |
| 23화       | 크리스마스 선물 대소동 1부       | 2023년 7월 29일 |
| 24화       | 크리스마스 선물 대소동 2부       | 2023년 8월 5일  |
| 25화       | 착한 악마가 된 마악이            | 2023년 8월 19일 |
| 최종화(26) | 새해맞이 대소동                  | 2023년 8월 26일 |

## 결방 및 편성안내
- 2023년 4월 20일: 2023 홀트 전국휠체어농구대회 결승전의 관계로 인해 결방했다.
- 2023년 8월 12일: 2023 세계스카우트 잼버리 K-POP 슈퍼라이브(재)의 관계로 인해 결방했다.